# 박정권
박정권(朴正權, 1981년 7월 21일 ~ )은 전 KBO 리그 SK 와이번스의 1루수이자, 현 KBO 리그 SSG 랜더스 2군 감독이다.

## 선수 시절

### SK 와이번스시절

#### 2004년시즌
주로 1루수, 좌익수로 출전했다. 데뷔 첫 해에는 주목받지 못했고 주로 2군에서 전전했다.

### 상무 야구단시절
김재현, 이호준 등의 활약에 자신의 자리가 없음을 깨닫고 2004년 시즌 후 입대했다. 2군 북부 리그 타격왕을 2회 연속 차지해 잠재력을 보여줬다.

### SK 와이번스복귀

#### 2007년 시즌
제대 후 본격적으로 1군에 올라와서, 백업이었지만 강력한 펀치력을 보여줬다. 당시 감독이었던 김성근은 그가 장타력에 일가견이 있는 선수임을 인정했다.
그 해 있었던 두산 베어스와의 2007년 한국시리즈에 출전해 우승했다.

#### 2008년 시즌
시즌 초부터 팀의 한 축을 담당하며 그에 걸맞은 활약을 했지만 6월 27일 한화 이글스와의 경기에서 덕 클락과 1루에서 충돌 후 왼쪽 정강이 뼈가 부러지는 중상을 입어 시즌을 마감했다.

#### 2009년 시즌
재활 후 주전 1루수로 기용됐다. 이전까지 주전 1루수 자리를 꿰찬 이호준이 무릎 부상을 당해 임시 방편으로 빈 자리를 메웠는데 활약하며 주전이 됐다. 이 해 2할대 타율, 25홈런으로 팀의 중심 타자로서 두각을 나타냈다.
플레이오프 상대 팀이자 당시 두산 베어스의 투수였던 임태훈에게 매우 강한 면모를 보이며 맹타를 기록해 팀의 한국시리즈 진출에 크게 기여했다. 타율 0.478, 3홈런, 8타점을 기록하며 플레이오프 MVP를 차지해 팀의 해결사로 각인됐다.
비록 준우승에 머물렀지만 한국시리즈에서 좋은 모습을 보여줬고, 시즌 후 억대 연봉에 진입했다.
또 포스트시즌에서 23루타를 기록하며 역대 포스트시즌 개인 최다 루타 기록을 경신했다.

#### 2010년 시즌
주전 4번 타자로서 3할의 타율을 기록하며 '정장석'이라는 예명에 걸맞은 타격을 뽐냈고, 팀의 페넌트레이스 1위 달성에 큰 기여를 했다.
또 1루는 물론 우익수로서도 안정적인 수비력을 보이며 내야와 외야 모두에서 수비가 가능한 멀티플레이어로써의 자질도 갖췄다.
시즌 3할대 타율, 132안타, 18홈런, 17도루, 76타를 기록했다.
한국시리즈에서도 활약이 뛰어났고 한국시리즈 MVP로 선정됐다. 시리즈 성적은 4경기에 출전해 타율 0.357, 1홈런, 6RBI이었다.

#### 2011년 시즌
지난 시즌에 비해 부진했다. 시즌 초반의 승승장구하던 모습과는 달리 시즌 중반부터 극도의 부진에 시달리다가 결국 2군으로 강등됐다.
후반기에 좋은 모습을 찾아갔지만 시즌 초중반 부진이 너무 컸다. 시즌 성적은 2할대 타율, 13홈런, 54타점이었고, 삼진을 103개나 당하며 최악의 선구안을 보여줬다.
하지만 포스트시즌 최다 출루 기록을 세우고 롯데 자이언츠와의 플레이오프 5차전에서 연타석 2점 홈런을 쳐 내며 가을 사나이의 면모를 보여줬다. 하지만 한국시리즈에서는 부진했고, 결국 삼성 라이온즈에게 우승을 헌납했다.

#### 2014년 시즌
5월까지는 1할 타율을 기록하며 깊은 부진의 늪에 빠져 2군에서 정신을 가다듬고 6월에 복귀했다.
그리고 복귀한 달에 바로 8홈런을 치는 등 타선에서 활약했다. 꾸준한 활약을 이어가다 8월에 접어들며 가을 사나이의 진면모를 보여줬다. 8월 이후부터 11홈런, 약 0.380의 타율을 기록하며 고감도 타격감을 뽐냈다.
최종 성적은 27홈런, 109타점이었다. 이 시즌에 기록한 세 자릿수 타점은 개인 최초의 기록이었다.

#### 2015년 시즌
첫 FA 권리를 행사하기 전 마지막 시즌을 맞이했고, 초반에는 타점도 많이 올리며 강한 4번 타자의 면모를 보였다.
하지만 다시 극심한 타격 부진이 찾아오며 시즌 중 2군으로 강등됐다.
매년 이런 현상이 반복되자 지겨운 부진의 늪을 잘 알고 있는 당시 감독이었던 김용희는 그를 2번 타자로 배치했다.

#### 2016년 시즌
전년도보다 타율이 하락해 2할대 타율에 머물렀다.

#### 2018년 시즌
10월 27일 넥센 히어로즈와의 플레이오프 1차전에서 김상수를 상대로 끝내기 홈런을 쳐 냈다.

## 야구선수 은퇴 후
2020년부터 SK 와이번스의 2군 타격코치로 활동했다.
2023년 시즌 후 SSG 랜더스와 결별한 후, MBC 스포츠플러스의 야구 해설위원으로 영입됐다.

## 별명
- 그의 이름과 로보트 태권브이를 합친 '정권브이'라고 불린다.
- 롯데 자이언츠와의 경기에서 롯데 자이언츠 팬들이 던진 김밥을 먹지 못해 아쉬워하자 '거지'라고 불린다.
- 유독 가을에 좋은 성적을 기록해서 '가을정권', '봄 여름 정권 겨울', '가을거지'라고 불린다.

## 출신 학교
- 전주효자초등학교
- 전주동중학교
- 전주고등학교
- 동국대학교

## 통산 기록
| 연도 | 팀명   | 타율  | 경기 | 타수 | 득점 | 안타 | 2루타 | 3루타 | 홈런 | 루타 | 타점 | 도루 | 도실 | 볼넷 | 사구 | 삼진 | 병살 | 실책 |
| ---- | ------ | ----- | ---- | ---- | ---- | ---- | ----- | ----- | ---- | ---- | ---- | ---- | ---- | ---- | ---- | ---- | ---- | ---- |
| 2004 | SK     | 0.179 | 24   | 28   | 1    | 5    | 0     | 0     | 0    | 5    | 0    | 0    | 0    | 2    | 0    | 5    | 0    | 0    |
| 2007 | SK     | 0.221 | 100  | 208  | 26   | 46   | 12    | 2     | 4    | 74   | 25   | 2    | 1    | 15   | 2    | 50   | 5    | 5    |
| 2008 | SK     | 0.260 | 56   | 127  | 15   | 33   | 4     | 1     | 3    | 48   | 20   | 0    | 0    | 11   | 0    | 23   | 3    | 3    |
| 2009 | SK     | 0.276 | 131  | 446  | 70   | 123  | 27    | 0     | 25   | 225  | 76   | 5    | 4    | 51   | 4    | 91   | 8    | 7    |
| 2010 | SK     | 0.306 | 124  | 431  | 76   | 132  | 19    | 4     | 18   | 213  | 76   | 17   | 5    | 63   | 5    | 89   | 7    | 2    |
| 2011 | SK     | 0.252 | 122  | 453  | 54   | 114  | 21    | 2     | 13   | 178  | 53   | 9    | 3    | 42   | 3    | 103  | 9    | 4    |
| 2012 | SK     | 0.255 | 122  | 416  | 61   | 106  | 18    | 1     | 12   | 162  | 59   | 4    | 6    | 43   | 4    | 80   | 7    | 4    |
| 2013 | SK     | 0.292 | 110  | 363  | 56   | 106  | 20    | 1     | 18   | 182  | 70   | 4    | 4    | 64   | 1    | 79   | 5    | 2    |
| 2014 | SK     | 0.310 | 120  | 452  | 81   | 140  | 33    | 2     | 27   | 258  | 109  | 7    | 9    | 41   | 2    | 106  | 6    | 5    |
| 2015 | SK     | 0.281 | 124  | 438  | 66   | 123  | 23    | 0     | 21   | 209  | 70   | 3    | 3    | 46   | 4    | 119  | 9    | 8    |
| 2016 | SK     | 0.277 | 125  | 422  | 59   | 117  | 17    | 3     | 18   | 194  | 59   | 4    | 0    | 35   | 5    | 99   | 7    | 6    |
| 2017 | SK     | 0.256 | 118  | 305  | 37   | 78   | 14    | 1     | 16   | 142  | 51   | 1    | 1    | 30   | 5    | 78   | 4    | 7    |
| 2018 | SK     | 0.172 | 14   | 29   | 4    | 5    | 0     | 0     | 2    | 11   | 6    | 0    | 0    | 2    | 0    | 9    | 0    | 0    |
| 2019 | SK     | 0.188 | 18   | 32   | 5    | 6    | 1     | 0     | 1    | 10   | 5    | 0    | 0    | 5    | 0    | 11   | 0    | 0    |
| 통산 | 14시즌 | 0.273 | 1308 | 4150 | 611  | 1134 | 209   | 17    | 178  | 1911 | 679  | 56   | 36   | 450  | 35   | 942  | 70   | 53   |